# Ignimbrit

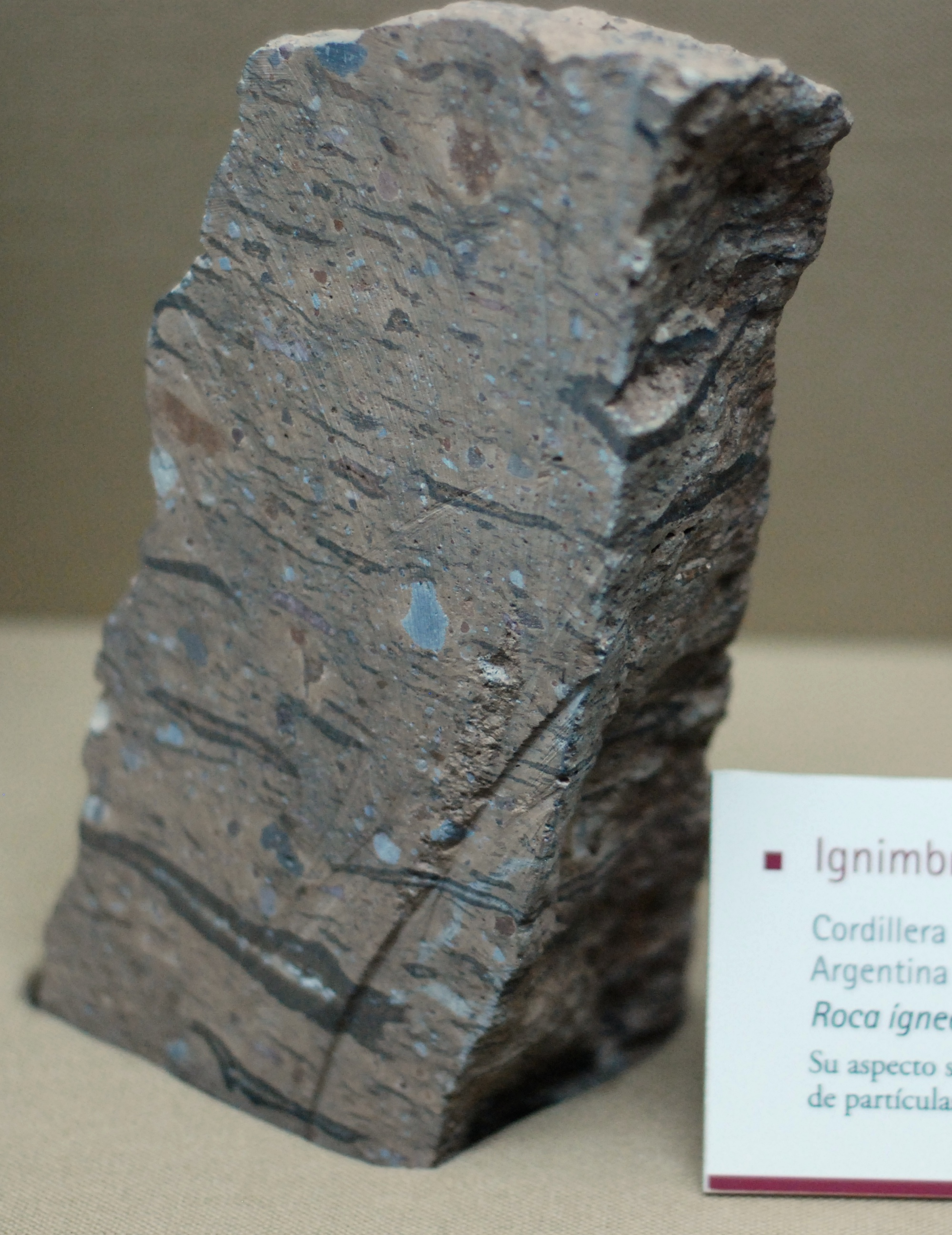
Ignimbrit mit Xenolithen und Fiamme

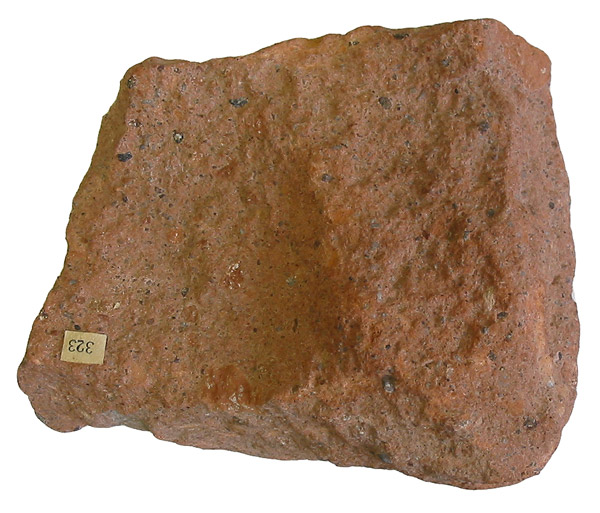
Ignimbrit

Ignimbrit (lat. ignis – Feuer, imber – Regen) ist ein relativ unscharfer Begriff aus der Sedimentologie, Vulkanologie und Petrografie. Er bezeichnet bims- oder auch aschereiche Ablagerungen von pyroklastischen Dichteströmen, die zunächst locker abgelagert, oder bei hohen Temperaturen später auch verbacken („verschweißt“) worden sind. Alternative, z. T. auch präzisere Begriffe sind Bimsstrom, oder wenn die Aschenfraktion überwiegt auch Aschenstrom, oder Schmelztuff, wenn die Ablagerungen verschmolzen bzw. verschweißt sind.

## Geschichte des Begriffs
Der Name wurde 1932 von Patrick Marshall erstmals in die Literatur eingeführt. Er interpretierte die deckenförmig lagernden, rhyolithischen Gesteine in Neuseeland nicht wie bisher als Lavaströme, sondern als Ablagerungen eines „Feuerregens“ bestehend aus heißen Pyroklasten. Seine Definition des Begriffs war recht eng, verglichen mit der heutigen Auffassung:

“Igneous rocks of acid or perhaps intermediate composition which have been formed from material that has been ejected from orifices in the form of a multitude of highly incandescent particles which were mainly of a minute size.”

Heute wird auch ein anderer Entstehungsmechanismus für die Ignimbrite angenommen.

## Verwendung des Begriffs
In der älteren Literatur ist der Begriff im Allgemeinen auf die durch hohe Temperaturen nach der Ablagerung verschweißten Sedimente eines pyroklastischen Dichtestroms („Schmelztuffe“) beschränkt. Aber nicht alle pyroklastischen Dichteströme sind heiß genug, damit es zur Verschmelzung der Komponenten nach der Ablagerung kommt. Deshalb bezeichnet der Begriff in der heutigen Literatur verschmolzene und unverschmolzene, bims- und aschereiche, unverfestigte und verfestigte Ablagerungen von pyroklastischen Dichteströmen; d. h. nach dieser erweiterten Definition sind Ignimbrite asche- und bimsreiche pyroklastische Fließablagerungen. Diese recht weite und unscharfe Definition ist jedoch in der Vulkanologie nicht unumstritten und nicht einheitlich. In der Petrographie wird unter Ignimbrit eine schlecht sortierte, verfestigte Ablagerung oder ein Gestein (auch als Schmelztuff bezeichnet) verstanden, das aus einem pyroklastischen Dichtestrom entstanden ist. Die IUGS-Subkommission für magmatische Gesteine empfiehlt den Begriff für verhärtete Tuffe, die aus Kristallen und Gesteinsfragmenten in einer Matrix aus intensiv verbackenem Glasscherben bestehen, zu verwenden.

## Entstehung
Pyroklastische Dichteströme entstehen bevorzugt an Vulkanen, die gasreiche und saure, also sehr kieselsäurehaltige Lava vorwiegend rhyolithischer Zusammensetzung fördern. Saure Lava ist sehr zähflüssig und kann daher den Vulkanschlot verstopfen und z. B. einen Lavadom bilden. Wird der Gasdruck des anstehenden Magmas zu groß, kommt es zu einem explosiven Ausbruch. Der Lavadom bricht ab und kann durch die Explosion fast völlig zertrümmert werden, die z. T. schon halbverfestigten und verfestigten Gesteine werden stark fragmentiert und mit verglasten Lavafetzen und Kristallen gemischt. Dieses Partikel-Luft-Gemisch fließt die Flanken des Vulkans hinunter; es kann sich bis zu 150 Kilometer weit vom Explosionszentrum fortbewegen. Pyroklastische Dichteströme können sehr heiß sein; es werden Temperaturen bis über 800 °C genannt.

## Strukturen
Die Ablagerungen aus pyroklastischen Dichteströmen oder Ignimbrite sind meist massige Lagen von Glasfragmenten, Bimslapilli, Kristallen und Gesteinsfragmenten. Sie sind schlecht sortiert, große und kleine Fragmente kommen nebeneinander vor. Die Aschenfraktion überwiegt. Bei niedrigen Temperaturen unter 500 bis 600 °C abgelagerte Ignimbrite sind nicht verschweißt und bilden massige Lockergesteine, bzw. bei späterer Zementation Festgesteine. War der Dichtestrom heißer als 500 bis 600 °C, verbacken in der großen Hitze die pyroklastischen Bestandteile zu einer festen Masse mit einem hohen glasigen Anteil. Sie werden verschweißt oder versintern. In einer meist feinkörnigen Grundmasse (Matrix) sind kaum sortierte Gesteinsbruchstücke, Kristalle und flachgedrückte, kurze Streifen oder Fladen aus Bims (fiamme-Strukturen), einem schaumigen Gesteinsglas eingebettet. In der Petrographie spricht man auch von einem ignimbritischen oder eutaxitischen Gefüge. Das aus der Versinterung bzw. Verschweißung entstehende Gestein erinnert durch seine Dichte eher an Lavagestein.

## Fließeinheiten

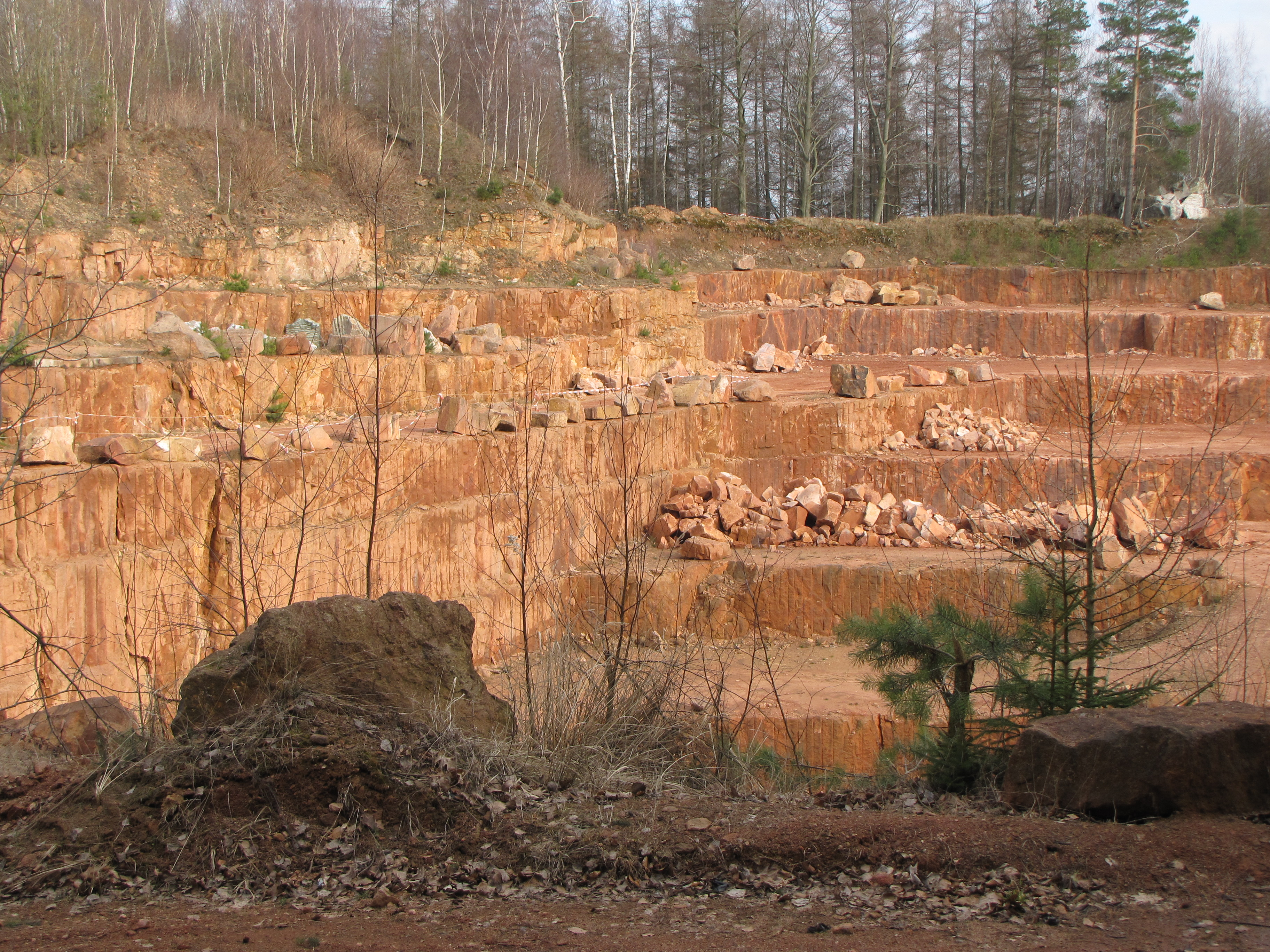
Fließeinheiten des „Rochlitzer Porphyr“ bei Rochlitz, Sachsen

Ignimbritserien bestehen fast immer aus mehreren Fließeinheiten, d. h. Einzelströme, die rasch aufeinander folgten (meist im Minuten- oder Stundenabstand) und die zusammen eine Abkühlungseinheit bilden. Die einzelnen Fließeinheiten bzw. Einzelströme haben einen charakteristischen Aufbau:
- eine untere Bodenlage bestehend aus groben Partikeln. Sie entsteht, wenn an der Stirn des pyroklastischen Stroms Luft eingesaugt wird und den Strom verdünnt. Grobe Partikel können dann nicht mehr transportiert werden.
- der Hauptteil mit einer Gradierung, spezifisch schwere Partikel an der Basis und leichte Bimse am Top
- eine feinkörnige Aschelage am Top. Sie entsteht aus dem Absetzen von Asche aus den Aschenwolken, die beim Transport der Ströme aus dem eigentlichen Strom freigesetzt werden. Die Aschepartikel werden durch die entweichenden heißen Gase aus dem Strom mitgerissen.

## Großräumige Ablagerungsformen
Nach ihren großräumigen Ablagerungsformen werden zwei Typen von Ignimbriten oder Ignimbritserien unterschieden:
- kleinvolumige, auf Täler beschränkte Ignimbrite, die durch Aschen- und Blockströme entstehen.
- großvolumige, plateaubildende Ignimbrite, die aus pyroklastischen Ascheströmen entstehen

Vor allem die großvolumigen Ignimbrite können sekundäre sogenannte „Co-Ignimbrit“-Eruptionen auslösen. Die Eruptionswolken können dabei ein wesentlich größeres Gebiet einnehmen als eine auf einen kleinen Bereich fixierte plinianische Eruptionswolke.

## Beispiele
Neben den Flutbasalten sind die großvolumigen plateaubildenden Ignimbrite die am weitesten verbreiteten vulkanischen Gesteine. Beispiele dieser großvolumigen plateaubildenden Ignimbrite sind:
- Yellowstone-Nationalpark, mehrere Ausbrüche: vor 600.000 Jahren wurde der Lava-Creek-Tuff mit einem Volumen von 1000 km³ abgelagert; vor 1,2 Millionen Jahren Ablagerung des Mesa-Falls-Tuff mit einem Volumen von 280 km³, vor 2 Millionen Jahren Ablagerung des Huckleberry-Ridge-Tuff mit einem Volumen von 2500 km³,.
- Kampanischer Ignimbrit (Campanian Ignimbrite), > 200 km³, trachytisch-phonolithischer pyroklastischer Strom, 39.300 ± 100 Jahre alt, innerhalb der Campi Flegrei westlich von Neapel, Italien.
- Taupō-Ignimbrit, 30 km³, 186 n. Chr., zentraler Teil der Nordinsel Neuseelands, Ausdehnung im Radius von 80 ± 10 km vom Zentrum des Ausbruchs

## Wirtschaftliche Bedeutung
Ignimbrite sind wichtige Natursteine bzw. Naturwerksteine, die zum Bau von Gebäuden verwendet wurden und immer noch werden. Der Brohltal-Trass war ein wichtiger Zuschlagstoff zum Zement. Rochlitzer Porphyrtuff und Bozner Quarzporphyr wurden bzw. werden als Werksteine beim Bau von Gebäuden und der Errichtung von Denkmalen verwendet.
In den USA ist der Yucca-Mountain-Ignimbrit als Endlager für radioaktive Abfälle vorgesehen.